# Walsdorf (Renânia-Palatinado)
Walsdorf é um município da Alemanha localizado no distrito de Vulkaneifel, estado da Renânia-Palatinado.
Pertence ao Verbandsgemeinde de Hillesheim.

## Ligações externas

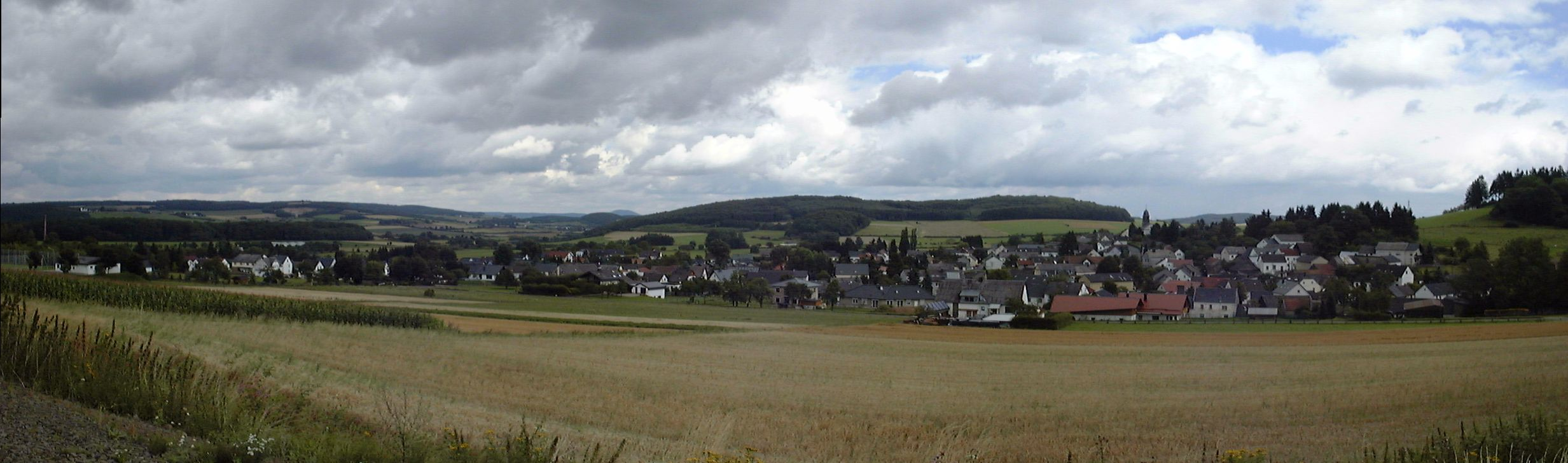
Panorama de Walsdorf